# Miami PanAm International 2003
Die Miami PanAm International 2003 im Badminton fanden vom 23. bis zum 26. Oktober 2003 in Miami Lakes statt.

## Sieger und Platzierte
| Disziplin    | Gold                              | Silber                                 | Bronze                              |
| ------------ | --------------------------------- | -------------------------------------- | ----------------------------------- |
| Herreneinzel | Andrew Dabeka                     | Toru Matsumoto                         | Sho Sasaki                          |
| Herreneinzel | Andrew Dabeka                     | Toru Matsumoto                         | Arturo Ruiz López                   |
| Dameneinzel  | Kanako Yonekura                   | Kelly Morgan                           | Jody Patrick                        |
| Dameneinzel  | Kanako Yonekura                   | Kelly Morgan                           | Tatiana Vattier                     |
| Herrendoppel | José Antonio Crespo Sergio Llopis | Philippe Bourret Jean Philippe Goyette | Mike Beres Kyle Hunter              |
| Herrendoppel | José Antonio Crespo Sergio Llopis | Philippe Bourret Jean Philippe Goyette | Nicolás Escartín Arturo Ruiz López  |
| Damendoppel  | Yoshiko Iwata Miyuki Tai          | Felicity Gallup Joanne Muggeridge      | Ragna Ingólfsdóttir Sara Jónsdóttir |
| Damendoppel  | Yoshiko Iwata Miyuki Tai          | Felicity Gallup Joanne Muggeridge      | Helen Nichol Charmaine Reid         |
| Mixed        | Mike Beres Jody Patrick           | Philippe Bourret Denyse Julien         | Charles Pyne Nigella Saunders       |
| Mixed        | Mike Beres Jody Patrick           | Philippe Bourret Denyse Julien         | Matthew Hughes Joanne Muggeridge    |